# Vaughanella
Genre
Vaughanella est un genre de coraux durs de la famille des Caryophylliidae.

## Liste d'espèces
Selon World Register of Marine Species (30 juin 2015) et ITIS (30 juin 2015), le genre Vaughanella comprend les espèces suivantes :
- Vaughanella concinna Gravier, 1915
- Vaughanella margaritata Jourdan, 1895
- Vaughanella multipalifera Cairns, 1995
- Vaughanella oreophila Keller, 1981